# Надточій Микита Дмитрович
Мики́та Дми́трович Надто́чій — український військовослужбовець, підполковник Національної гвардії України. У ході російського вторгнення 2022 року командир 2-го батальйону Окремого загону спеціального призначення «Азов», з червня 2022 року по 2023 рік — т.в.о. командира ОЗСП «Азов».

## Життєпис
Закінчив Черкаський національний університет імені Богдана Хмельницького.
З вересня 2014 року на службі в Окремому загоні спеціального призначення «Азов».
З початку повномасштабного вторгнення Росії до України в 2022 році перебував у Маріуполі. Очолював 2-й батальйон полку «Азов». Наприкінці березня в боях за місто дістав тяжкі поранення і був серед перших військовиків, евакуйованих ґвинтокрилом 21 березня.
З червня 2022 року до 2023 року тимчасово очолював «Азов» у зв'язку з тим, що його командир — Денис Прокопенко — перебував у полоні.
Після обміну захисників Маріуполя та Азовсталі в ніч проти 22 вересня залишився т.в.о. командира полку Азов, оскільки Денис Прокопенко за домовленностями Росії та України до кінця російського вторгнення в Україну повинен залишатися в Туреччині.

## Нагороди
- «Орден Богдана Хмельницького» III ступеня (2022) — за особисту мужність і самовіддані дії, виявлені у захисті державного суверенітету та територіальної цілісності України, вірність військовій присязі, зразкове виконання службового обов'язку[4].
- Медаль «За військову службу Україні» (2019) — за особистий вагомий внесок у зміцнення обороноздатності Української держави, мужність, виявлену під час бойових дій, зразкове виконання службових обов'язків та високий професіоналізм[5].